# Werner Dissel
Werner Friedrich Dissel (Colonia, 26 agosto 1912 – Potsdam, 22 gennaio 2003) è stato un attore e regista tedesco, combattente contro il regime nazista.

## Biografia
Iniziò a lavorare come fotografo per la stampa alla fine degli anni venti. Dopo l'ascesa al potere dei nazisti, divenne membro del gruppo antifascista guidato da Harro Schulze-Boysen nel giornale Der Gegner e fu coinvolto nella stesura del giornale di resistenza Wille zum Reich con Walter Küchenmeister. Fu catturato e imprigionato dal 1937 al 1939. Durante la detenzione, la Gestapo fece in modo che Schulze-Boysen potesse visitarlo, nella speranza di fargli rivelare qualcosa di incriminante mentre i due sarebbero rimasti da soli in una stanza sotto controllo; Schulze-Boysen passò a Dissel un pacchetto di sigarette, sul quale scrisse che la polizia non aveva prove concrete nei suoi confronti.
Dopo il suo rilascio, Schulze-Boysen lo convinse ad arruolarsi come volontario nella Wehrmacht, in modo da poter "distruggere l'esercito di Hitler dall'interno". Si arruolò nelle forze armate poco prima dell'invasione tedesca della Polonia e prestò servizio in un'unità militare di meteorologi. Nel 1942, evitò l'arresto durante la repressione dell'Orchestra Rossa da parte della Gestapo.
Nel dopoguerra aderì apertamente al Partito Comunista di Germania (KPD) e decise di perseguire il suo vecchio sogno di diventare attore. Dissel entrò in un cabaret di Wiesbaden e nel 1950 emigrò in Germania Est. Apparve in numerose opere teatrali, spettacoli televisivi e film, lavorando con il Berliner Ensemble, la DEFA e la DFF. Continuò la sua carriera di attore dopo la riunificazione. In totale, è apparso in più di cento produzioni cinematografiche e televisive.
Morì a Potsdam nel 2003.

## Premi
Vinse il Premio d'arte della Repubblica Democratica Tedesca nell'ottobre 1986.

## Filmografia
- 1954: Ernst Thälmann - Sohn seiner Klasse
- 1956: Die Millionen der Yvette
- 1956: Der Hauptmann von Köln
- 1958: I Miserabili
- 1958: Ein Mädchen von 16 ½[9]
- 1959: Ware für Katalonien
- 1959: Bevor der Blitz einschlägt
- 1959: Verwirrung der Liebe
- 1959: Musterknaben
- 1960: Trübe Wasser
- 1961: Die Liebe und der Co-Pilot
- 1961: Der Fremde
- 1961: Der Fall Gleiwitz[1]
- 1961: Ärzte
- 1962: Rotkäppchen[1]
- 1963: Nackt unter Wölfen
- 1963: Jetzt und in der Stunde meines Todes
- 1964: Die Maskierten
- 1964: Pension Boulanka
- 1965: Solange Leben in mir ist[9]
- 1965: Denk bloß nicht, ich heule[9]
- 1966: Schwarze Panther
- 1966: Zejscie do piekla
- 1967: Geschichten jener Nacht[9]
- 1968: Heroin[9]
- 1971: Liberazione III: la direzione dell'attacco principale
- 1974: Ulzana[9]
- 1974: Johannes Kepler
- 1975: Am Ende der Welt
- 1975: Till Eulenspiegel[9][1]
- 1976: Mann gegen Mann[9]
- 1976: Beethoven - Tage aus einem Leben[9]
- 1978: Rotschlipse
- 1980: Levins Mühle[9]
- 1980: Johann Sebastian Bachs vergebliche Reise in den Ruhm
- 1984: Kaskade rückwärts
- 1986: Der Traum vom Elch[1]
- 1987: Stielke, Heinz, fünfzehn...[9]
- 1987: Kindheit
- 1988: Fallada – letztes Kapitel
- 1989: Coming Out[10][1]
- 1989: Der Magdalenenbaum
- 1990: Die Architekten[9][1]
- 1990: Grönland
- 1991: Begräbnis einer Gräfin
- 1992: Alles Lüge
- 1992: Mau Mau[9]
- 1992: Verlorene Landschaft
- 1992: Die Spur des Bernsteinzimmers
- 1992: Der Besucher
- 1994: Heller Tag[9]
- 2000: Anatomy[11]